# Pangraptella herbitecta
Pangraptella herbitecta är en fjärilsart som beskrevs av Dyar 1913. Pangraptella herbitecta ingår i släktet Pangraptella och familjen nattflyn. Inga underarter finns listade i Catalogue of Life.